# Leiarius
Leiarius is een geslacht van straalvinnige vissen uit de familie van de antennemeervallen (Pimelodidae).

## Soorten
- Leiarius arekaima (Jardine, 1841)
- Leiarius longibarbis (Castelnau, 1855)
- Leiarius marmoratus (Gill, 1870)
- Leiarius pictus (Müller & Troschel, 1849)